# Gustav Weisskopf
Gustave Albin Whitehead (født Gustav Albin Weißkopf den 1. januar 1874, død 10. oktober 1927) var en flypioner, der udvandrede fra Tyskland til USA, hvor han designede og byggede svævefly, flyvemaskiner og motorer i tiden mellem 1897 til 1915. Whitehead hævdede selv, at han fløj en motordreven flyvemaskine så tidligt som i 1901 og 1902, og at han således skulle have fløjet før Brødrene Wrights flyvning i 1903.  
Den påståede første flyvetur i april eller maj 1899 skulle have fundet sted med en dampdrevet flyvemaskine, som skulle have haft to mand om bord. Der findes ingen direkte dokumentation for hans påståede flyvninger i 1901 og 1902. Der findes dog mere end 300 uafhængige avisartikler fra forskellige aviser, der omtaler Whiteheads flyvninger i 1901, der var baseret på udsagn fra personer, der hævdede at have set Whitehead flyve. Artiklerne udgivet i flere aviser i og udenfor USA.  Han blev dog hurtig glemt i offentligheden efter 1915, da han ikke søgte omtale om sine flyvninger, men arbejdede på at videreudvikle sine fly. Whitehad var stort set glemt af offentligheden, da han døde i 1927.
Påstanden om Whiteheads første flyvninger blev dog vakt til live igen i 1937 i bogen Lost Flights of Gustave Whitehead Bogen udløste ny debat om Whiteheads påståede bedrifter. De fleste historikere afviste bogens påstande efter pres fra Orville Wright og det magtfulde Smithsonian Institute, der har eneret på at udstille Wright brødrenes flyvemaskiner. Yderligere uafhængige undersøgelser, samt bøger fra 1966, 1978 og 2015 understøtter påstandene i Stella Randolphs bog.
Der findes ingen fotografier, der viser Whiteheads flyvninger, ligesom der ikke findes fotografier, der viser Wright brødrenes flyvninger. Der findes dog mere end 30 personers underskrevne vidneudsagn, der hævder at have overværet Whiteheads flyvninger. 
Siden 1980'erne har flyinteresserede i USA og Tyskland bygget kopier af Whiteheads flyvemaskine "Number 21" under anvendelse af moderne motorer og propeller. Der forefindes i dag på internettet flere fora, hvor synspunktet om Whiteheads flyvninger anses som sandheden. 
I 2013 anerkendte det kendte magasin Jane's All the World's Aircraft Gustave Whitehead som den første, der gennemførte en motoriseret flyvning. Delstaten Connecticut har med lov anerkendt Gustave Whitehead som den første til at gennemføre en motoriseret flyvning i stedet for Wright brødrene.